# Szaniec FS-21
Szaniec FS-21 – szaniec w Krakowie będący częścią umocnień zbudowanej przez Austriaków Twierdzy Kraków. Powstał w latach 1855–1856. Wówczas teren na którym się znajdował należał do wsi Wola Duchacka, obecnie należy do Dzielnicy XI Podgórze Duchackie.
Kształtem szaniec dostosowany był do warunków terenowych i otoczony suchą fosą. Miała ona trapezowy przekrój i strome ściany o wysokości około 2 m. Wewnątrz korony znajdowała się włamana do środka szyja szańca w postaci płytkiej zatoki umożliwiającej wjazd do wnętrza szańca. Dzięki odpowiedniemu kształtowi możliwa była obrona tego wjazdu ogniem bocznym. W narożnikach wewnętrznej części szańca były platformy dla dział artyleryjskich, po ich zewnętrznej stronie znajdował się stromy stok wału. Nie zachowała się dokumentacja szańca, nie można więc ustalić jakie było uzbrojenie i obsada szańca. Możemy tylko przypuszczać, że były cztery stanowiska artyleryjskie, tak bowiem zwykle było w innych szańcach. Prawdopodobnie początkowo w szańcu były odprzodowe, gładkolufowe działa, później zastąpione odprzodowymi działami wzoru M.59 o gwintowanych lufach. Na prostych odcinkach wału znajdowały się ławki strzeleckie dla piechoty. Nie było kazamat ani żadnych innych murowanych schronów.
Szaniec FS-21 był jednym z ogniw całego systemu. Szańce zazwyczaj wykonywano w odległości 700 m od siebie, dzięki czemu mogły się wzajemnie bronić ogniem artylerii. W 1888 roku szaniec FS-21 połączono z położonym w pobliżu szańcem FS-22. Obydwa w najszerszym miejscu miały po około 50 m szerokości w koronie wału, oraz około 90 m szerokości a linii przeciwstoków. Były to więc najmniejsze tego typu obiekty w Twierdzy Kraków. W 1914 r. szaniec FS-21 przerobiono na szaniec rdzenia NS-24, podobnie przerobiono także inne położone w pobliżu szańce, tworząc szaniec NS-23 i szaniec NS-22.

## Losy szańca
Podczas I wojny światowej szaniec nie odegrał żadnej roli. Podczas II wojny światowej znalazł się na terenie niemieckiego obozu koncentracyjnego Plaszow. Więźniowie nadali mu nazwę Hujowa Górka. Pochodziła ona od nazwiska SS-manna Alberta Hujara. W latach 1943–45 na Hujowej Górce Niemcy dokonywali egzekucji więźniów tego obozu, a także krakowskich więzień. Ciała zamordowanych chowali w zagłębieniu szańca, wskutek czego nastąpiło wypełnienie całego jego zagłębienia. W 1944 r. Niemcy chcąc zatrzeć zbrodnię dokonali ekshumacji i spalenia ciał. Teren szańca wskutek tego został zniwelowany. Dawny układ szańca przypominają tylko pozostałości wałów i sucha fosa. Dobrze zachował się tylko wał łączący szańce F-22 i F-21. Na szańcu FS-21 zamontowano krzyż z tablicą upamiętniającą, a na szańcu FS-22 Pomnik Ofiar Faszyzmu.

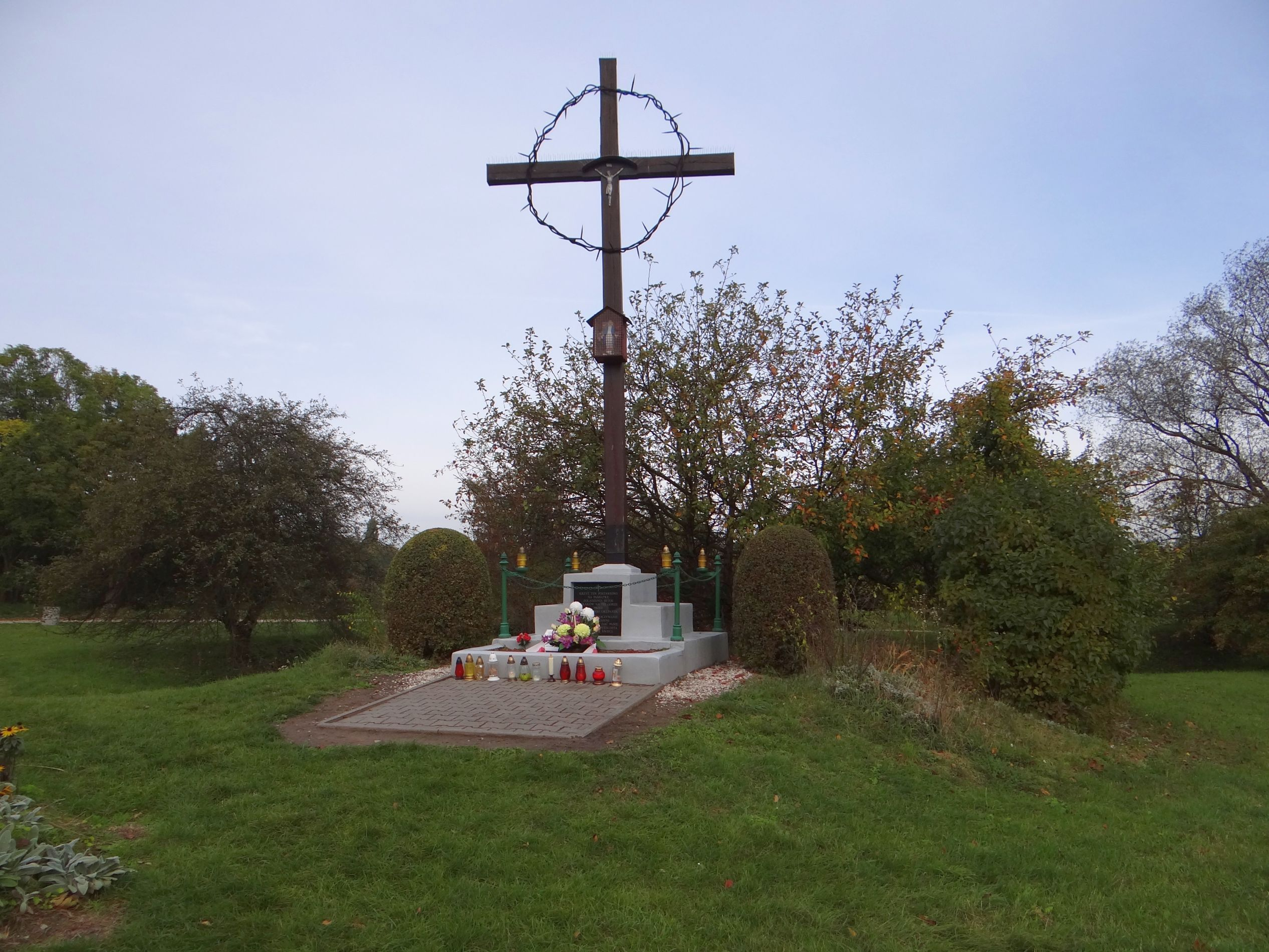
Krzyż na dawnym szańcu
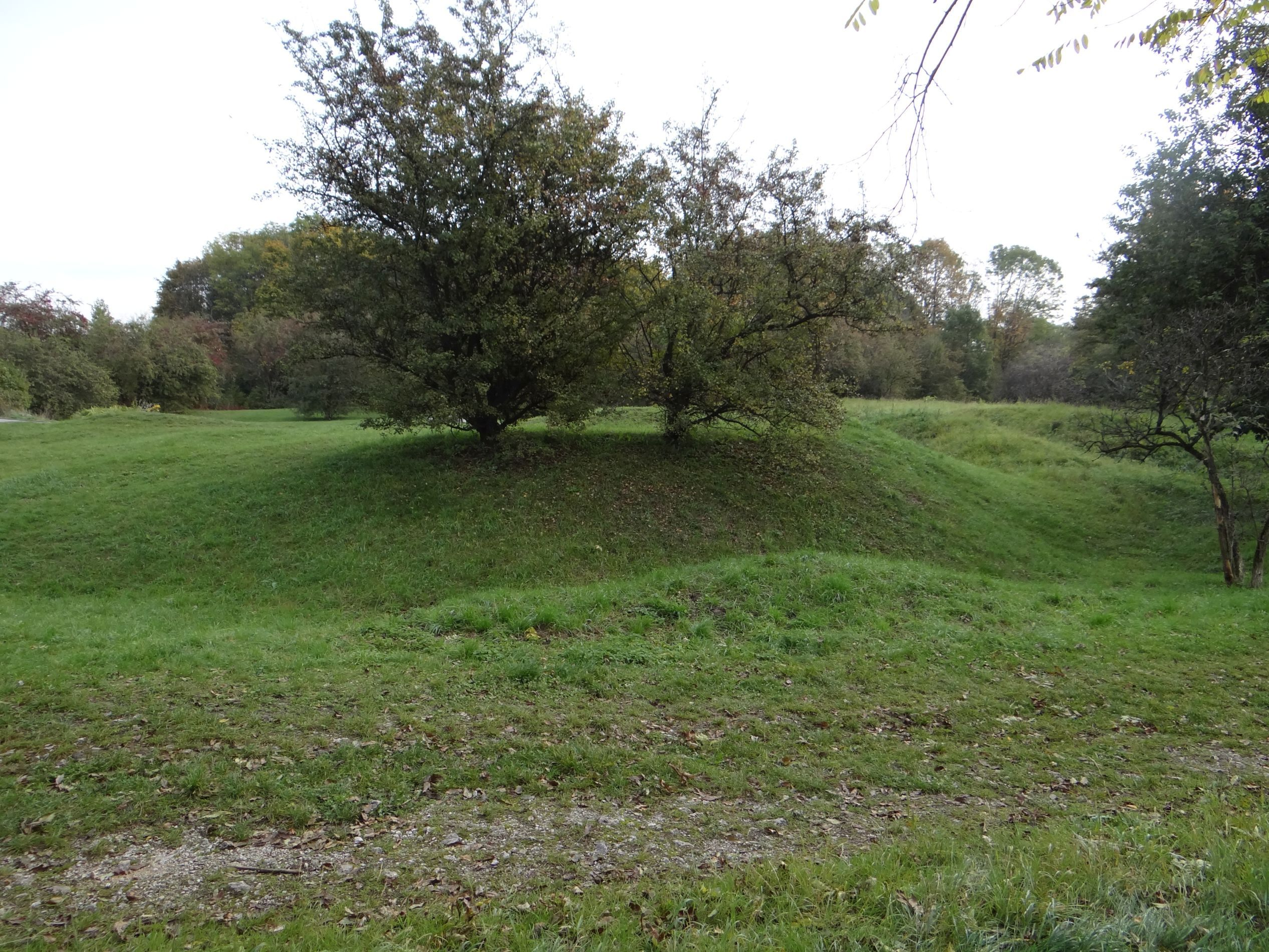
Pozostałości szańca
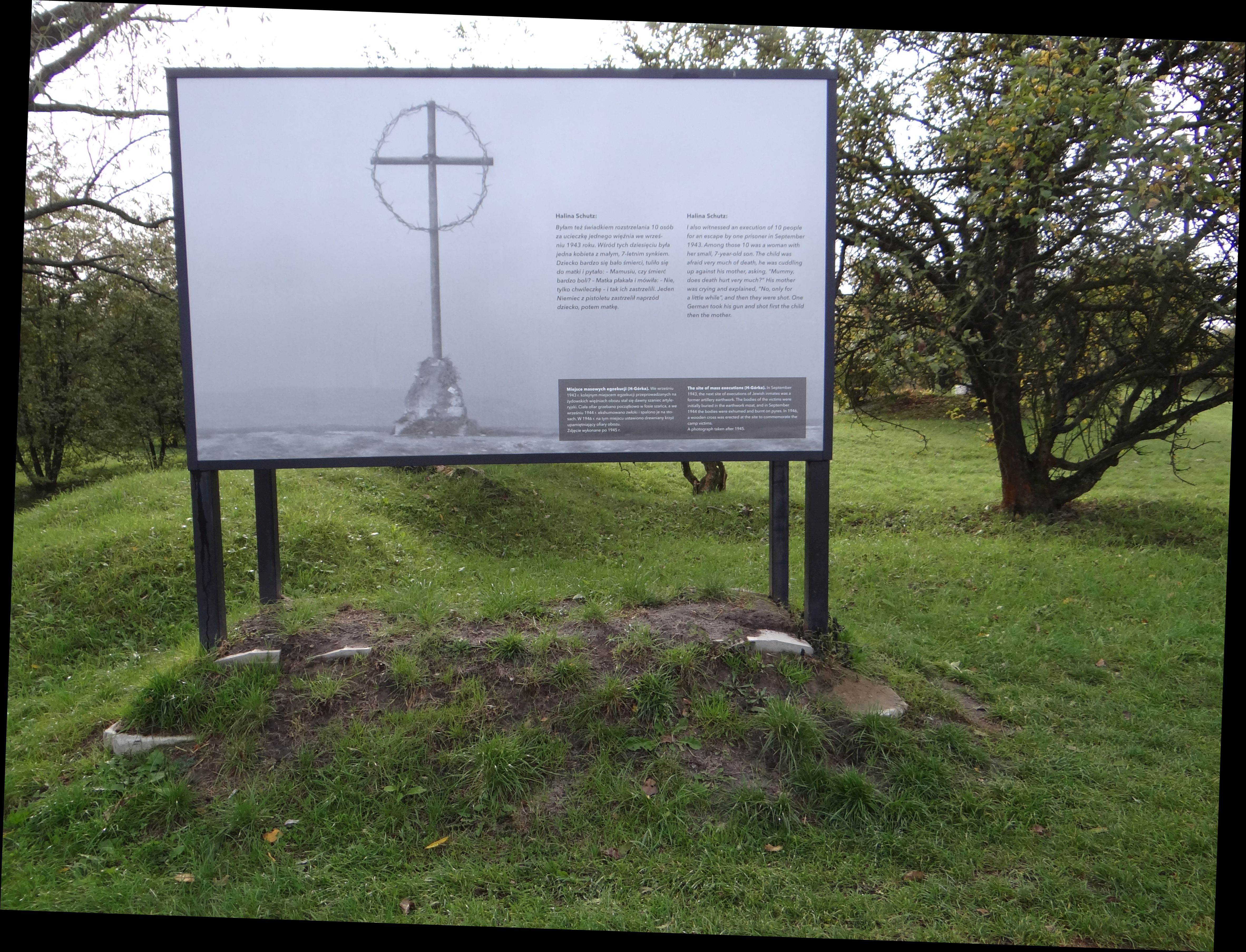
Tablica na terenie szańca
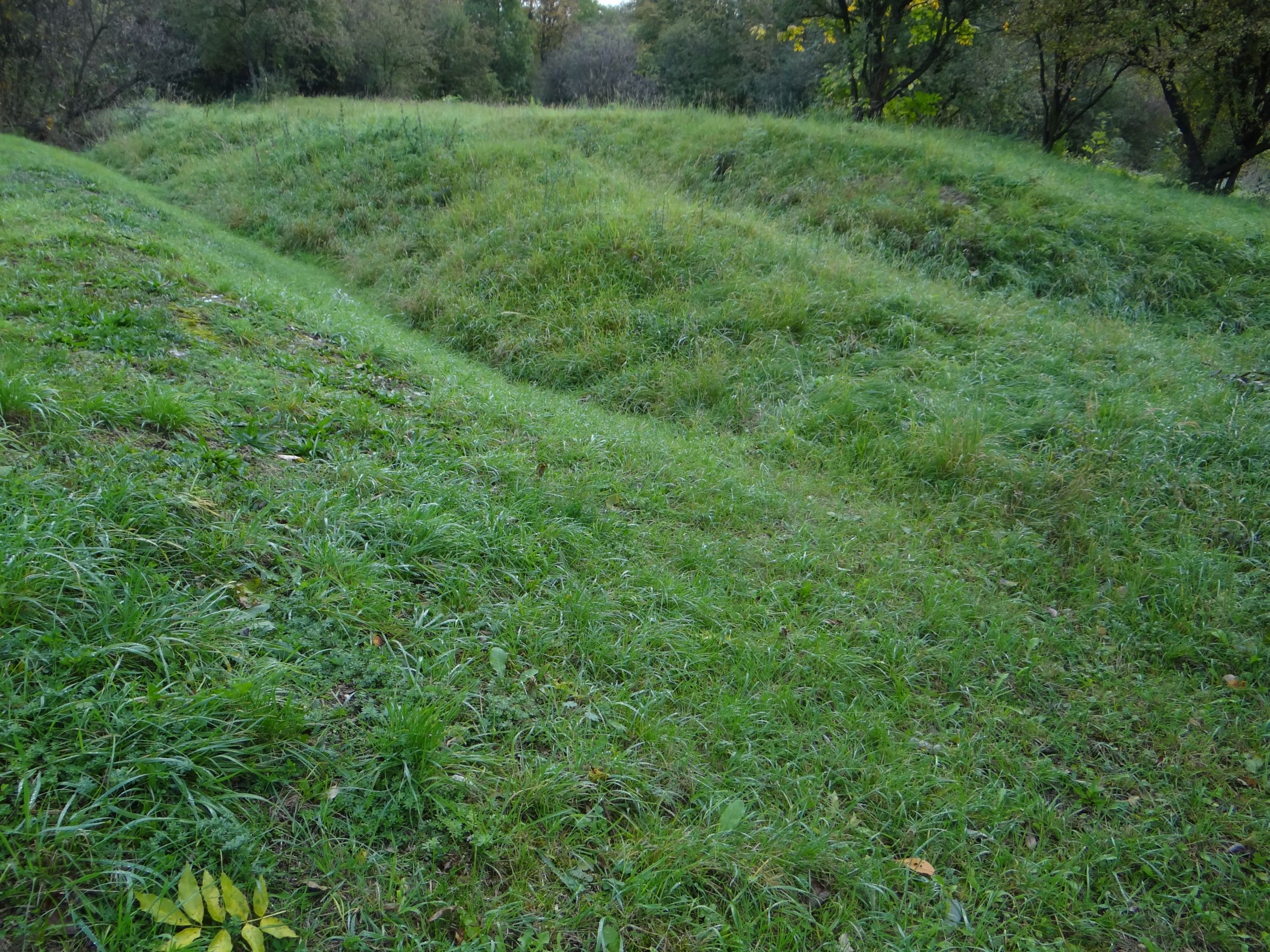
Pozostałości szańca